# Hawra
Hawra (també Al-Ulya) és una ciutat de la costa sud-est del Iemen. Té uns 3000 habitants. Vers 1975 en tenia la meitat i anteriorment era la capital d'un xeicat de la tribu dels dhiebi o dhiab rodejat del territori dels soldans wahidi, i lligat a Gran Bretanya per un tractat especial de protecció signat el 1888. La ciutat era la residència del xeic dels Ba Shahid una fracció dels dhiebi, la tribu més important de les tribus orientals dels himiars.
La ciutat va pertànyer als Banu Amir de la tribu de kinda fins al segle xix però al segle xix la tribu va esdevenir independent i el 1888 el xeic Ahmad ben Abdallah va signar un tractat de protectorat amb els britànics i el xeicat fou inclòs al Protectorat d'Aden; el 1917, per qüestions tribals, fou assignat al Protectorat Oriental d'Aden. No va ingressar a la Federació d'Aràbia del Sud i del 1963 al 1967 va formar part del Protectorat d'Aràbia del Sud. El 1967 va ser incorporat a la República Popular del Iemen del Sud. Des del 1990 és part de la República del Iemen unificada.